# Тріумфальна арка (Кишинів)
Тріумфальна арка (колись її називали Святими воротами, а за радянського режиму Аркою Перемоги) — пам'ятка національної архітектури, внесена до Реєстру пам'яток історії та культури Кишинева, частина Ансамблю собору Різдва Господа. Роки побудови — 1840—1841 рр. Зведено на згадку про перемогу російської армії в російсько-турецькій війні 1828—1829 рр. Усередині арки знаходиться гігантський дзвін вагою 6,4 тонни який був відлитий з металу турецьких гармат, захоплених у війні.

## Структура
Арка має квадратну форму і складається з двох рівнів. Висота пам'ятника 13 м. Капітелі чотирьох стовпів будівлі були вирізані в коринфському стилі. Верхній рівень оформлений в класичному стилі. Спереду встановлений механічний годинник, що світиться вночі, але не повідомляє звуком точний час. Орнаменти та капітелі виконані з кераміки.
Перший годинник на арці з'явився у 1842 році, який був привезений з Одеси. За сім років сильний вітер зірвав циферблат, проте сам механізм працював до 1881 року, коли його довелося замінити. Новий механізм придбали вже в Австрії. Сам годинник працював не відремонтованим до початку війни, коли його вдарили вибухи в 1941 році.
У 1945 році на стінах Арки були встановлені таблички з іменами бійців радянської армії та громадян Молдови, які воювали на території Бессарабії у Другій світовій війні та отримали відзнаку «Герой Радянського Союзу». Дошки були зняті в 1991 році, після здобуття Молдовою незалежності.
Тріумфальна арка в Кишиневі розташована на осі симетрії архітектурного ансамблю, що включає також собор Різдва, його дзвіницю, площу Великих національних зборів та Будинок уряду в Кишиневі.

## Галерея зображень

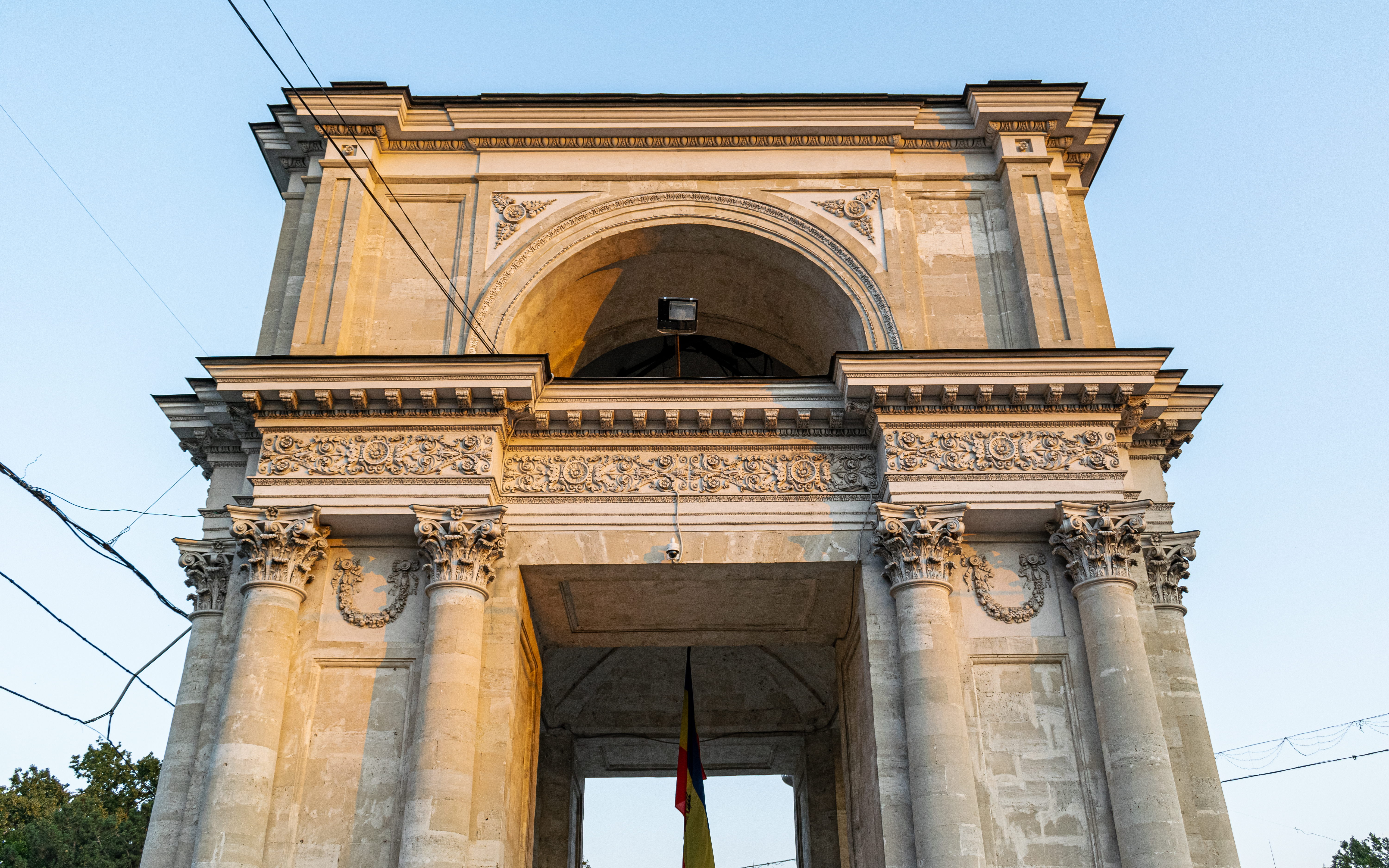
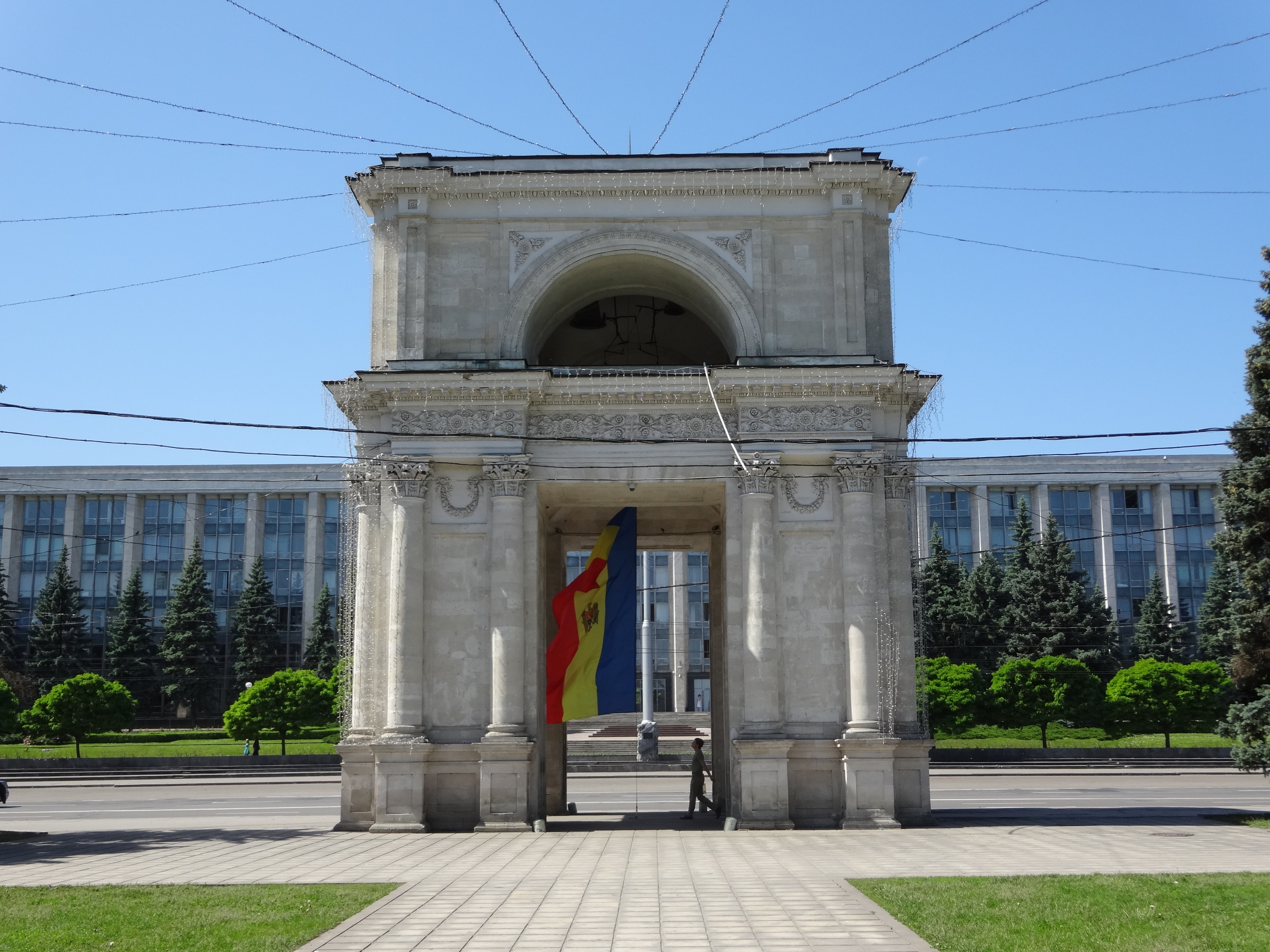
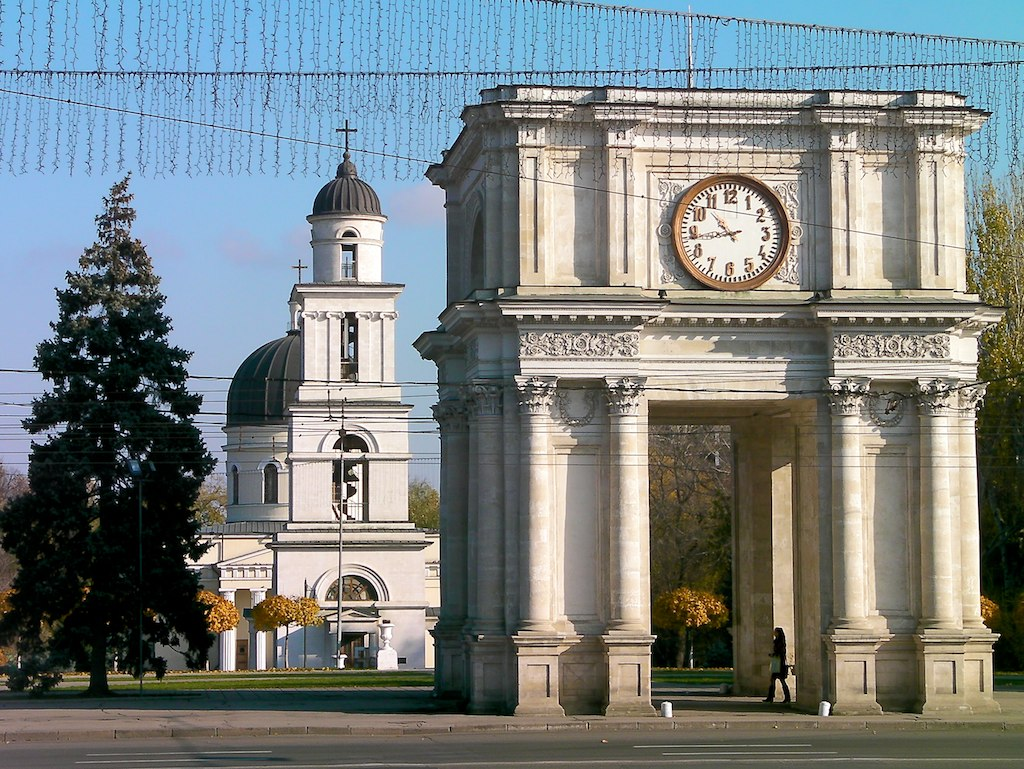
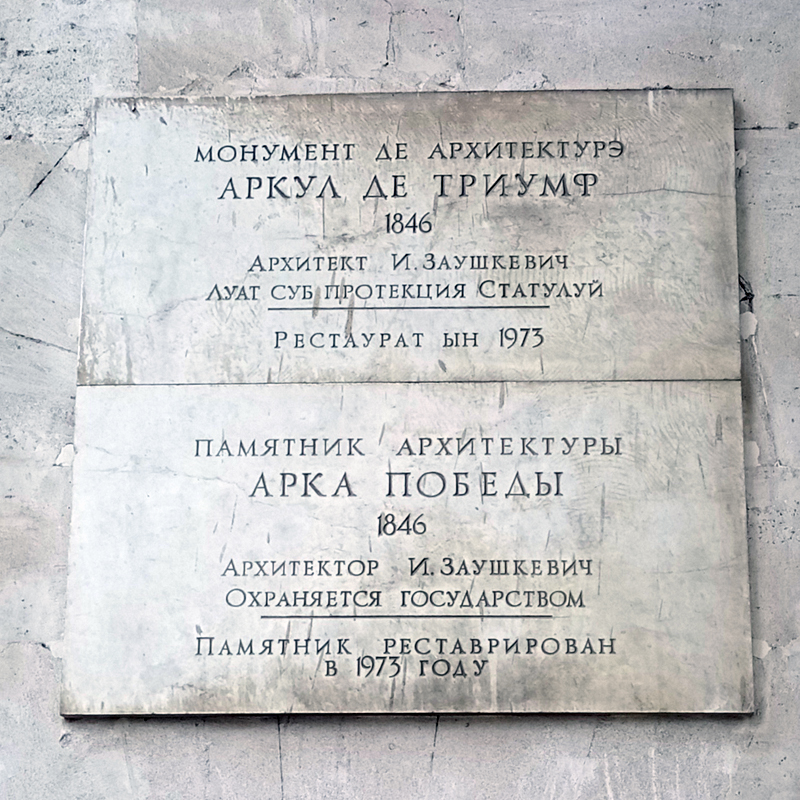
анотаційна табличка на Тріумфальній арці з часів, коли молдавською кирилицею